# اندر گاوسو
اندر گاوسو (انگلیسی: Ander Gayoso؛ زادهٔ ۲۰ ژوئیهٔ ۱۹۹۳) بازیکن فوتبال اهل اسپانیا است.
از باشگاه‌هایی که در آن بازی کرده‌است می‌توان به باشگاه فوتبال ایبار اشاره کرد.